# Reptalus shul
Reptalus shul är en insektsart som beskrevs av Dlabola 1985. Reptalus shul ingår i släktet Reptalus och familjen kilstritar. Inga underarter finns listade i Catalogue of Life.